# Scotoleon eiseni
Scotoleon eiseni is een insect uit de familie van de mierenleeuwen (Myrmeleontidae), die tot de orde netvleugeligen (Neuroptera) behoort. 
Scotoleon eiseni is voor het eerst wetenschappelijk beschreven door Banks in 1908.